# Podu Oprii
Podu Oprii – wieś w Rumunii, w okręgu Vaslui, w gminie Bunești-Averești. W 2011 roku liczyła 266 mieszkańców.